# Francó de Tongeren
Francó de Tongeren conegut amb el seu nom llatí de Franco Tungrensis (nascut (?) – mort el 13 de gener de 903) era bisbe de Lieja de 856 fins a la seva mort. El seu episcopat que va durar gairebé 47 anys i és un dels més llargs de la història de la diòcesi.

## Pedagog erudit
Va ser abat de l'abadia de Lobbes després dels seus estudis a l'escola de palau de Carles el Calb, amb el qual era parent. Era un home erudit, segons l'historiador Jean de Launoy era un filòsof, lletrat, poeta i músic i un bon pedagog, ja des del seu temps a Lobbes. Hauria escrit vàri llibres, però cap dels seus escrits va conservar-se. A Lieja, va ocupar-se personalment de la direcció de l'escola capitulària de la catedral de Sant Lambert.

## Polític
El 9 de gener de 860 participà en un sínodi a Aquisgrà a la qual el rei Lotari II volia l'assentiment dels prelats presents per a divorciar-se de la seva exposa Teutberga per a poder casar la seva amant Valdrada. El sínodi va acceptar i Valdrada va ser coronada reina. El papa Nicolau I desagradat, va exigir un nou concili, que aquesta vegada va celebrar-se a Metz, per la decisió d'Aquisgrà va ser confirmada. Francó no hi participà i escapa a la intervenció del papa que va destituir tots els bisbes que van autoritzar el divorci, tot i aprovar la decisió. La dissensió va quedar fins que el 865 Lothari II va cedir a la pressió papal i restituí Teutberga al tron.
Després de la mort de Lotari, els germans Carles el Calb i Lluís el Germànic van compartir el 870 entre ells la Lotaríngia. La nova frontera travessava la ciutat i la diòcesi de Lieja. Francó continuà cuidant les seves relacions a la cort. El 884, Carles III el Gras va donar-li uns feus prop de Metz: la vila de Maidières i uns pobles al bisbat de Lieja.

## Militar
Les invasions dels Vikings van causar danys importants: Tongeren i Maastricht van ser incendiats i Lieja va ser sacsejat entre 882 i 883. Una nova invasió el 891 era desastrosa. L'exèrcit del marcgravi Arnulf de Caríntia va sofrir una desfeta a la vall del Geul. Francó va llevar un exèrcit i socórrer-lo i a la batalla de Lovaina del 891 van vèncer i fer fugir els Vikings definitivament. Arnulf va agrair-lo i donar per l'eternitat l'abadia de Lobbes amb 155 viles i masos al capítol de Lieja, contra la promesa de celebrar una missa a Lobbes i a Lieja el 22 de setembre dia de la mort de son pare i del seu ascens al tron. El seu fill, el duc Suentibol va donar-li el feu de Theux el 898. El 908, Lluís el Nen confirmà l'acte de donació. Aquest exclavament al mig del futur comtat d'Hainaut va quedar terra liegesa fins a la suppressió del principat de Lieja el 1794.
Va morir el 13 de gener de 903 i va ser sebollit a la catedral de Sant Lambert a Lieja.